# Нюрнбергский процесс над врачами
Нюрнбе́ргский проце́сс по де́лу враче́й проходил с 9 декабря 1946 по 20 августа 1947 года. Этот процесс был первым в череде двенадцати последующих Нюрнбергских процессов. Официально он назывался «США против Карла Брандта» и проходил в восточном флигеле Дворца правосудия Нюрнберга.
В медицинских преступлениях были обвинены 20 врачей концентрационных лагерей, а также один юрист и двое чиновников.
Основными пунктами обвинения были принудительные медицинские опыты, убийство заключённых для анатомической коллекции Августа Хирта или принудительная эвтаназия (см. также Программа эвтаназии Т-4), принудительная стерилизация. Из 23 обвиняемых 7 были приговорены к смертной казни, 5 к пожизненному заключению, 4 к различным тюремным срокам (от 10 до 20 лет) и 7 были оправданы.

## Обвинение
Всем подсудимым было предъявлено 4 обвинительных пункта:
1. Заговор по совершению военных преступлений и преступлений против человечности
2. Участие в военных преступлениях
3. Преступление против человечности
4. Членство в преступных организациях

По предложению защиты суд решил рассматривать 1-й пункт обвинения лишь в контексте других. 5 ноября 1946 года каждый из подсудимых получил текст обвинения. Перед началом процесса никто из них не признал своей вины.

## Подсудимые

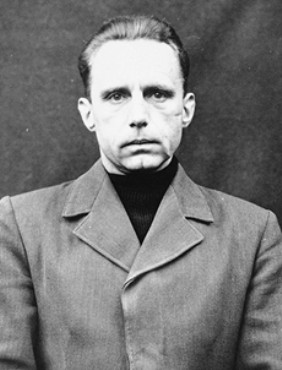
Вильгельм Байгльбёк
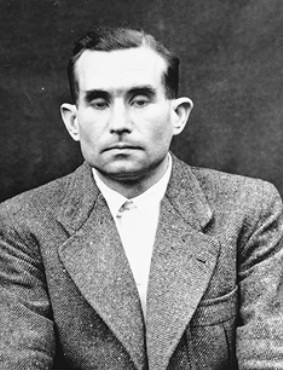
Герман Беккер-Фрейзен
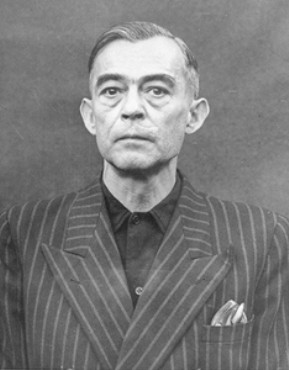
Курт Бломе
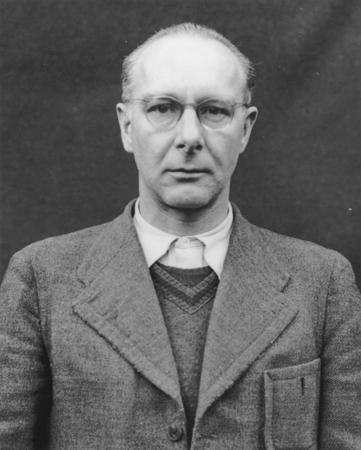
Виктор Брак
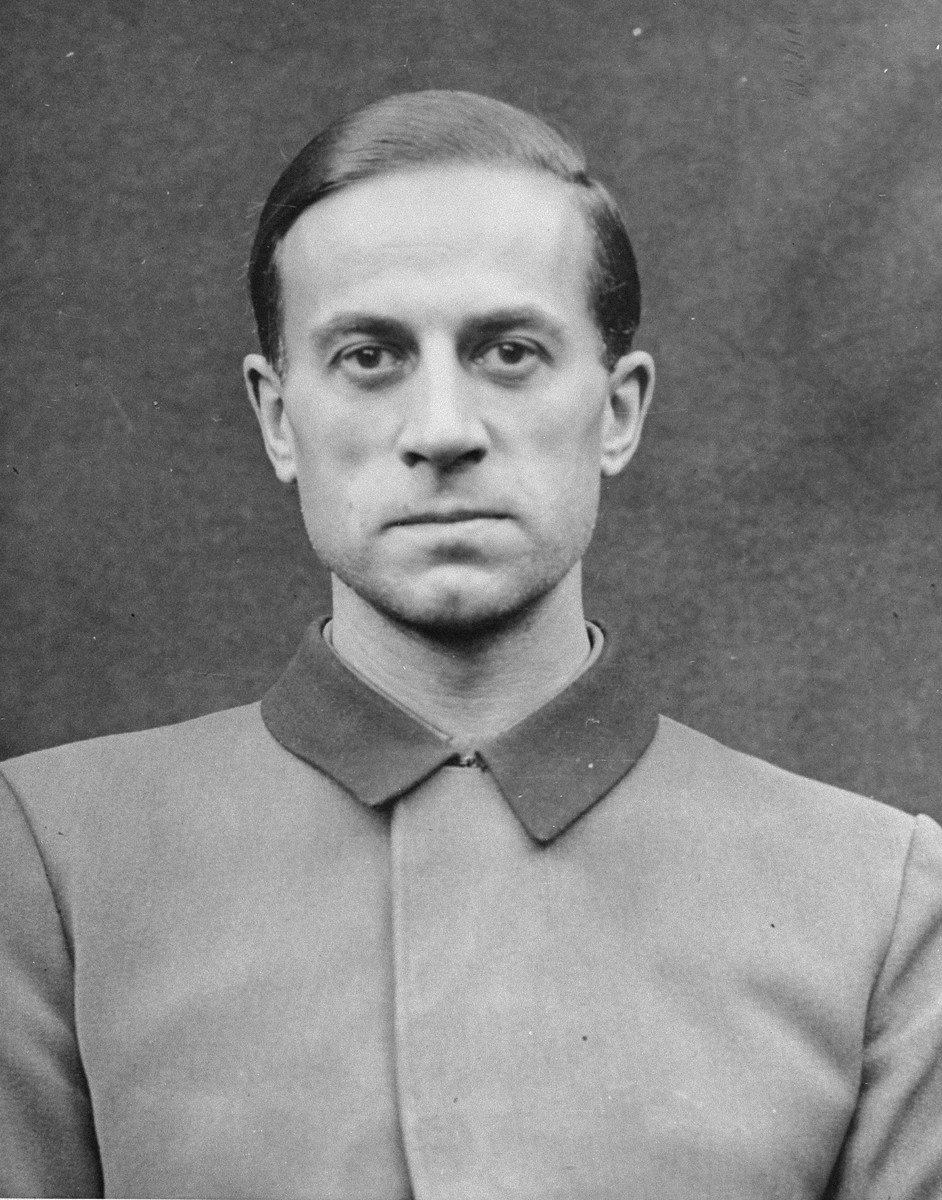
Карл Брандт
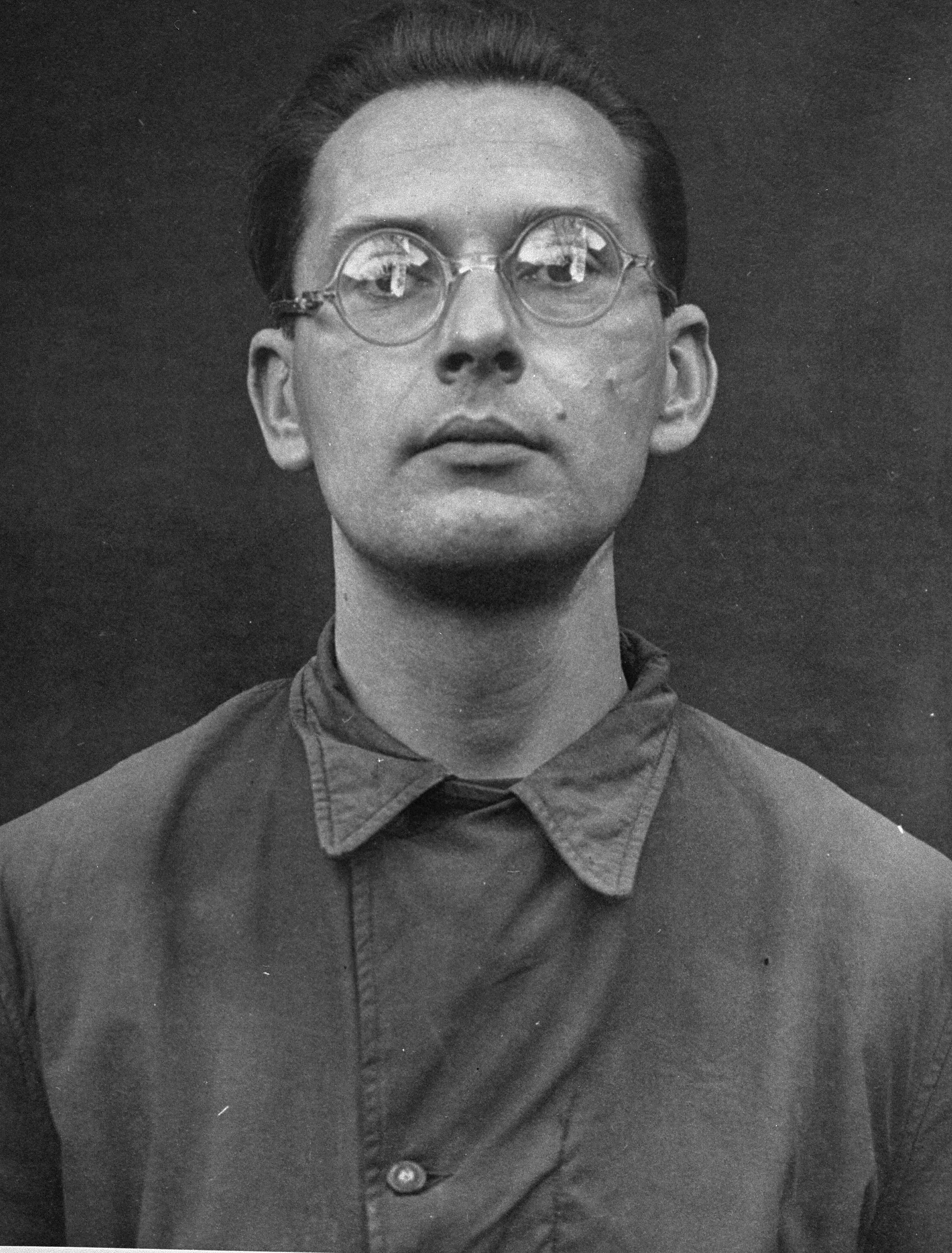
Рудольф Брандт
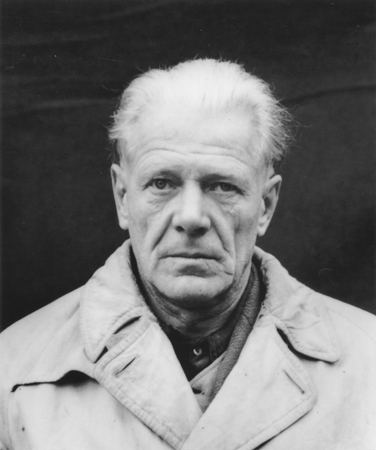
Георг Вельтц
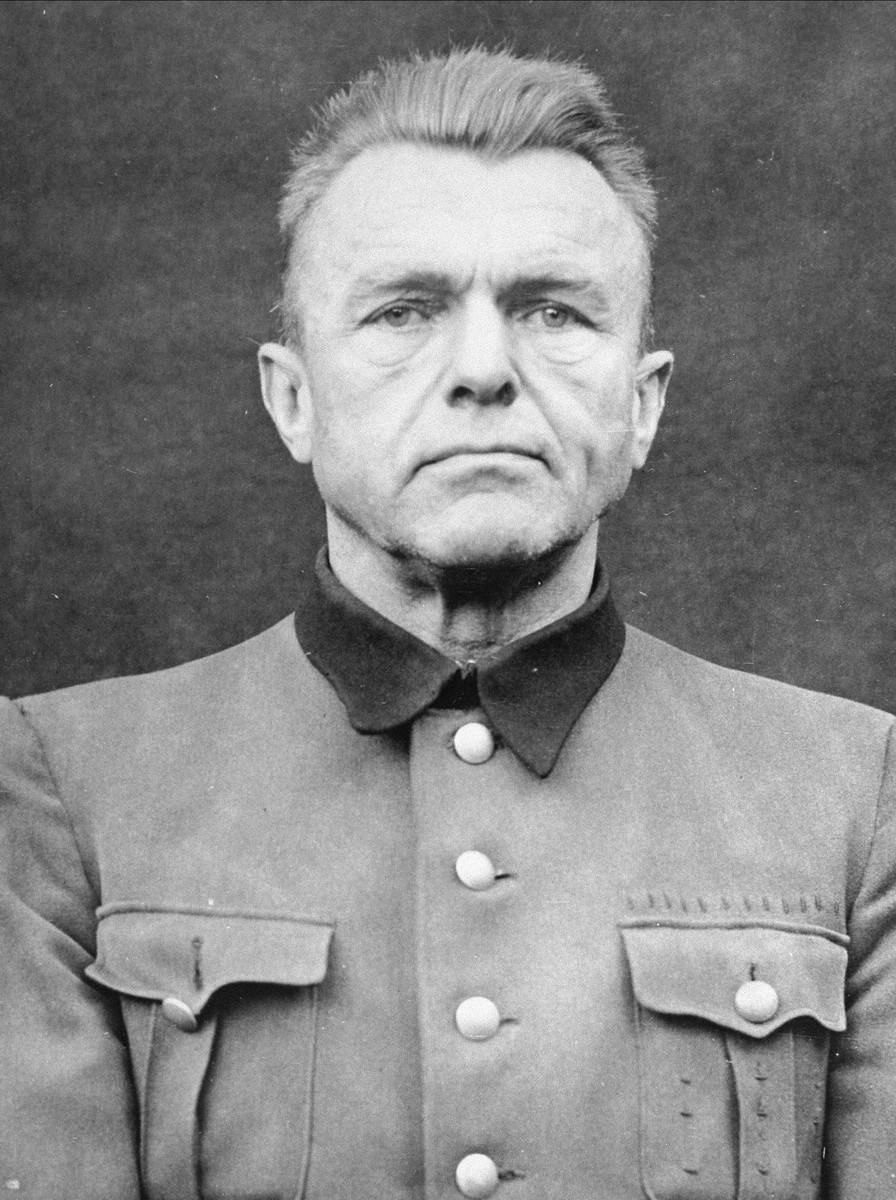
Карл Эдмунд Август Генцкен
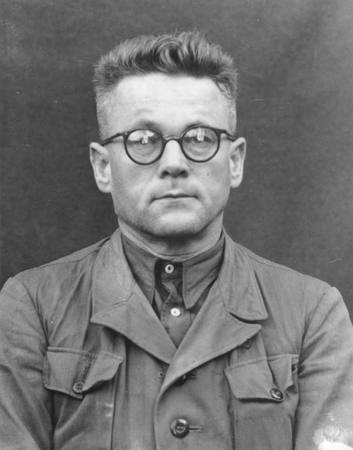
Карл Гебхардт
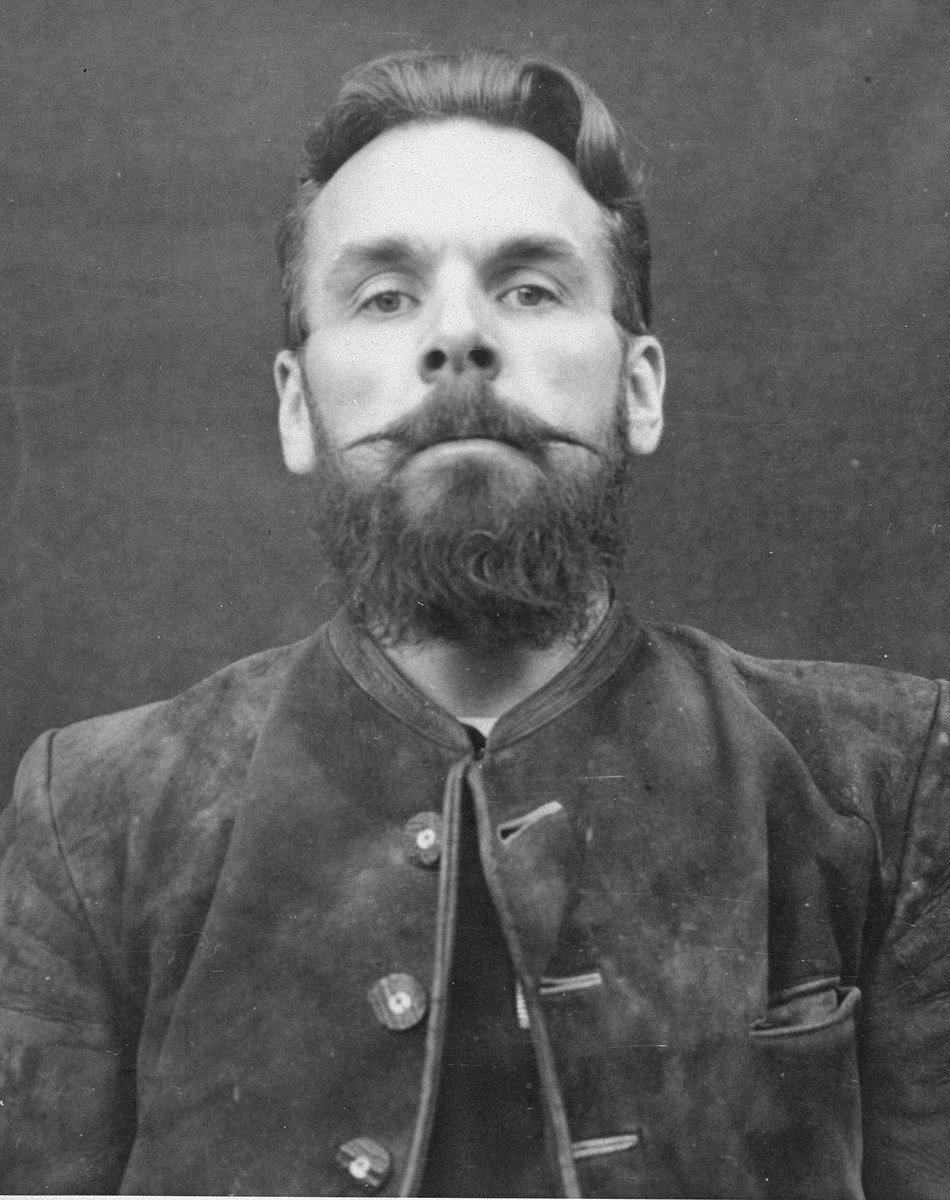
Вольфрам Зиверс
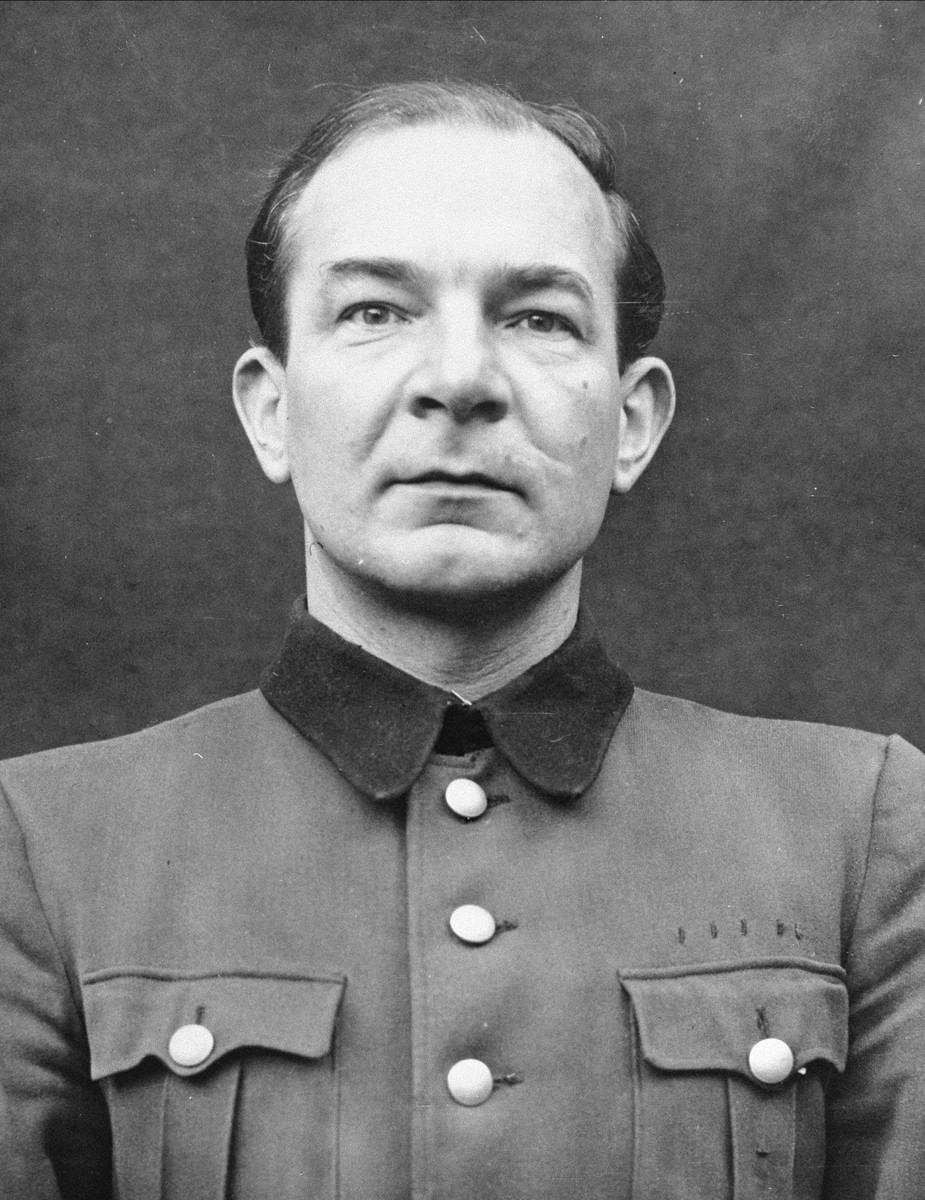
Иоахим Мруговский
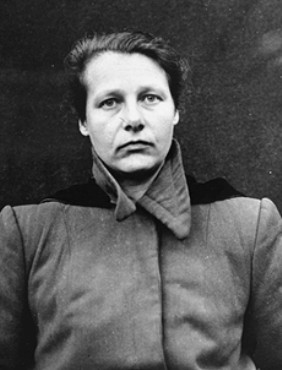
Герта Оберхойзер
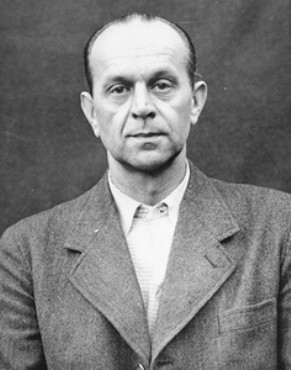
Адольф Покорный
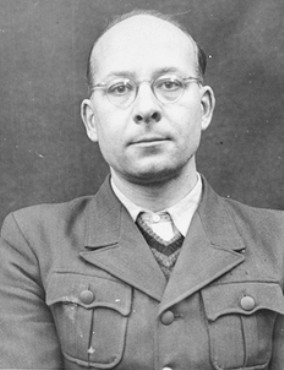
Гельмут Поппендик
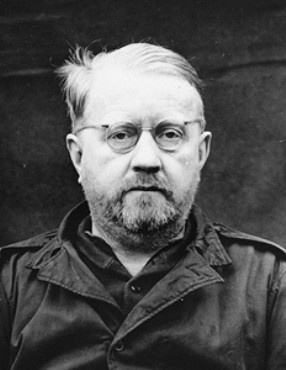
Герхард Розе
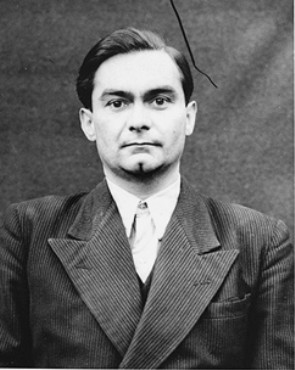
Ганс-Вольфганг Ромберг
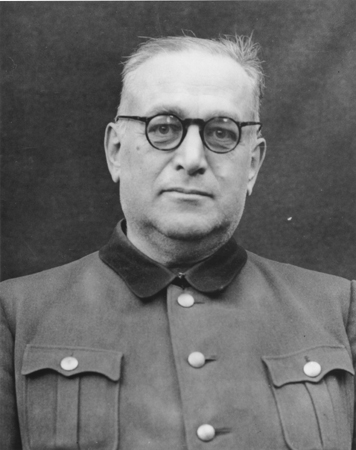
Пауль Росток
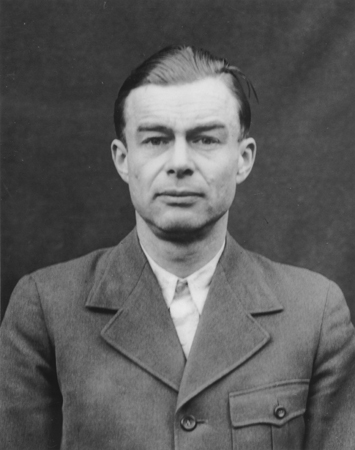
Зигфрид Руфф
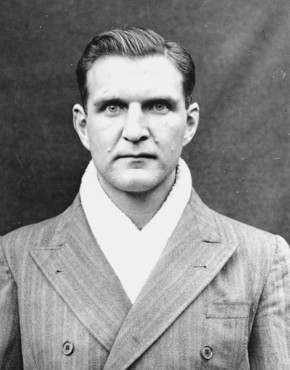
Фриц Фишер
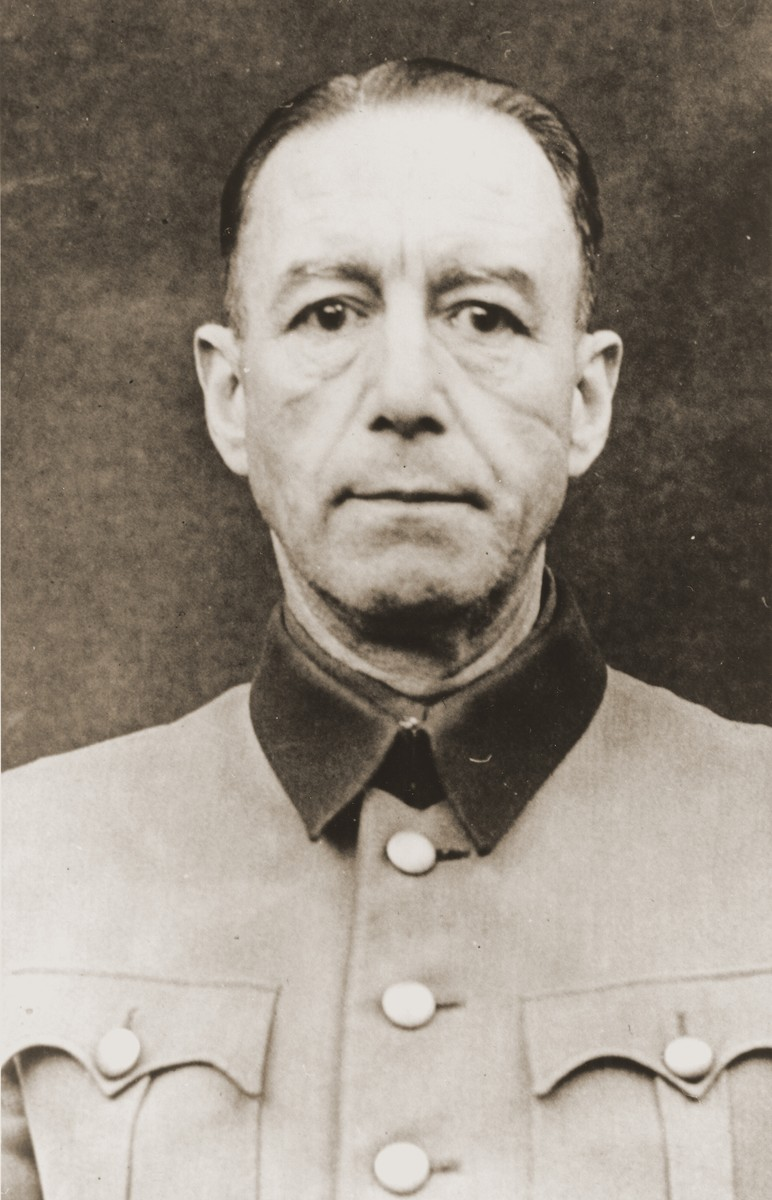
Зигфрид Хандлозер
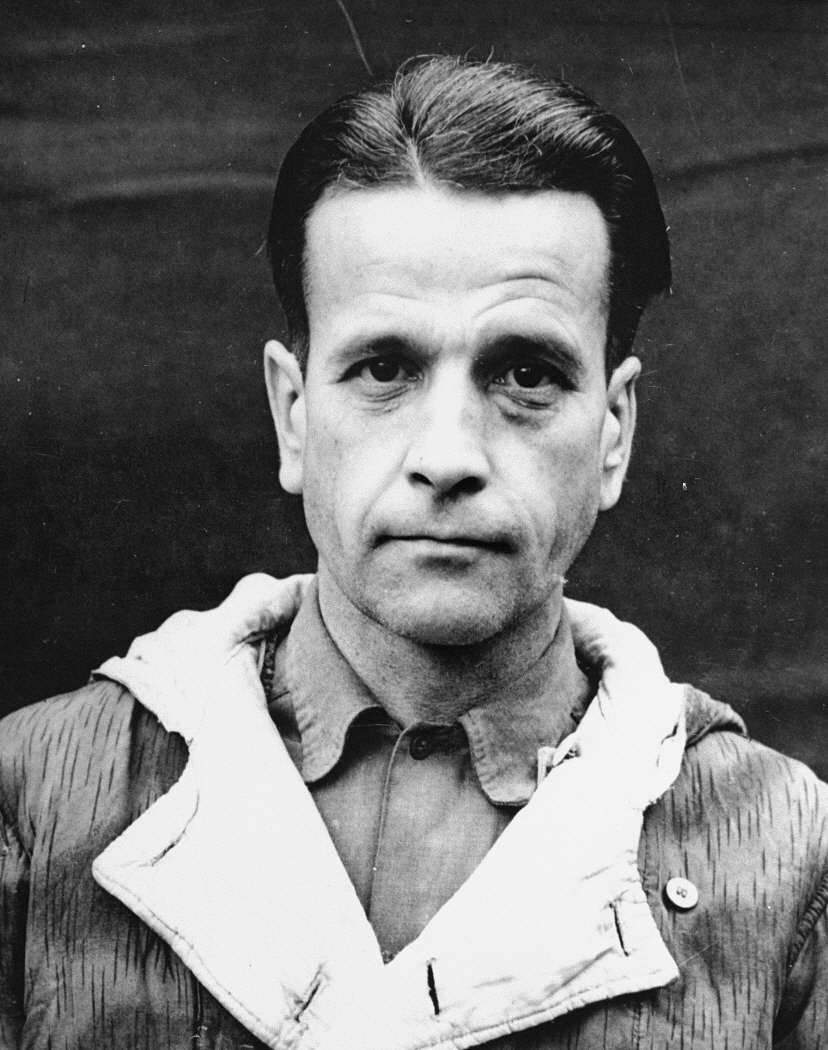
Вальдемар Ховен
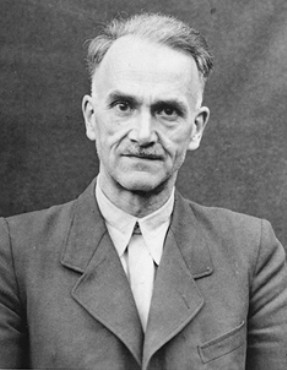
Оскар Шрёдер
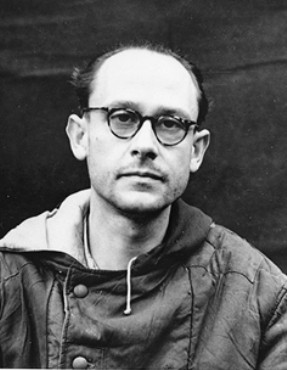
Конрад Шефер

## Ход процесса

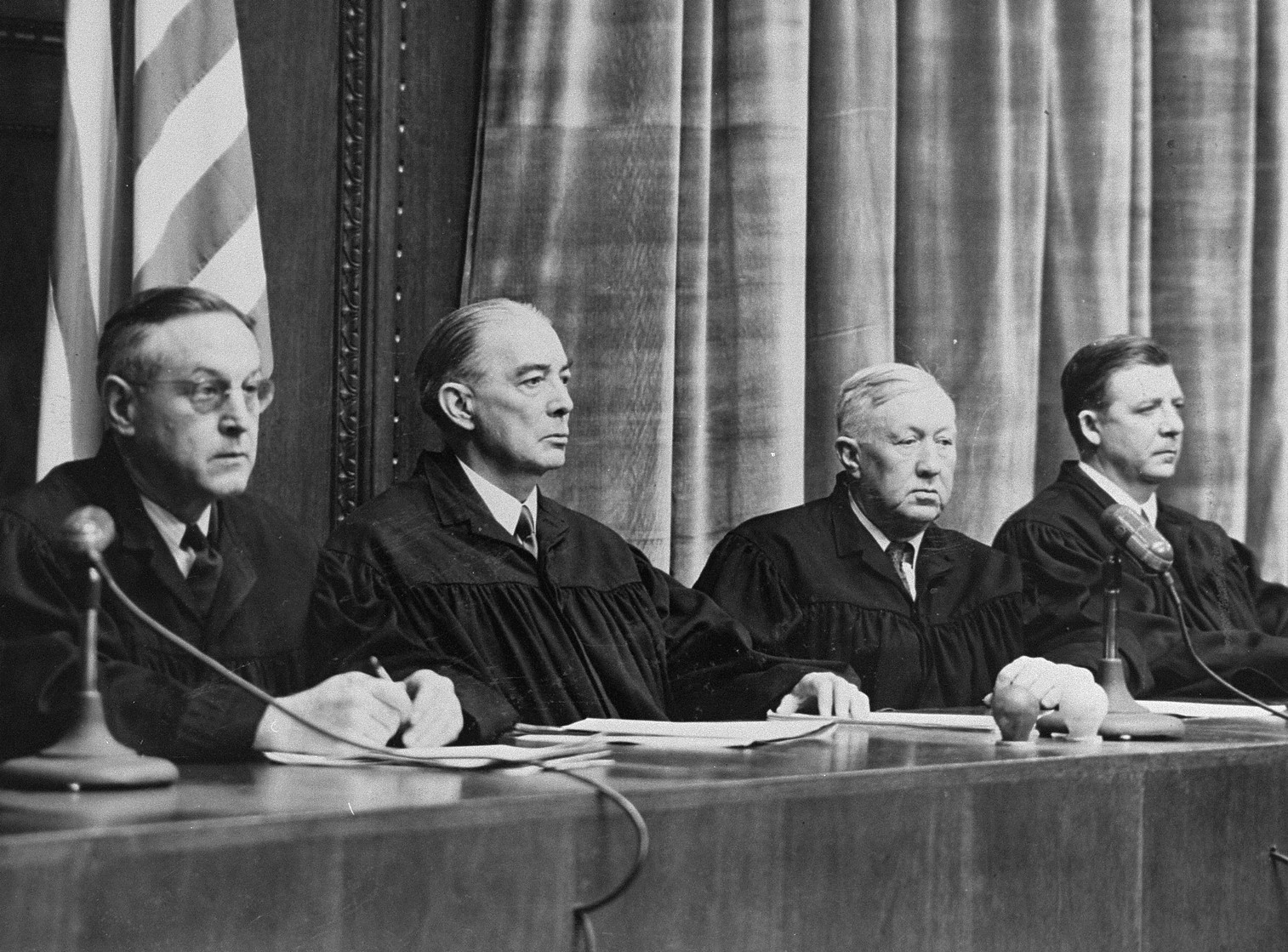
Судьи: слева направо: Харольд Л. Себринг, Уолтер Б. Билс, Джонсон Т. Кроуфорд, Виктор Свиринген

Процесс (Ärzteprozess) начался 9 ноября 1946 года.
Главным обвинителем был американский бригадный генерал Телфорд Тейлор. Перед судом прошли 177 обвиняемых.
Коллегия судей была представлена Уолтером Б. Билсом, верховным судьёй высшего суда штата Вашингтон, Гарольдом Л. Себрингом, судьёй высшего суда штата Флорида и Джонсоном Т. Кроуфордом, бывшим судьёй окружного суда штата Оклахома. В роли запасного судьи выступал Виктор Свиринген.
В ходе процесса был рассмотрен 1471 документ, заслушаны свидетели обвинения и защиты. 19 июля обвиняемым было предоставлено последнее слово. Оглашение приговора (не подлежащего обжалованию) произошло 20 августа 1947.

## Медицинские преступления
Показания обвиняемых были изданы большим тиражом в двухтомнике: «нем. Wissenschaft ohne Menschlichkeit» (Бесчеловечная наука) и «нем. Diktat der Menschenverachtung» (Диктат презрения к человечности), но в открытую продажу эти материалы не поступили.

### Исследования влияния на организм пониженногодавления,переохлажденияи морской воды
Предположительно исследования влияния на организм пониженного давления, переохлаждения и морской воды проходили для люфтваффе. Моделировалась ситуация покидания пилотом подбитого самолёта на большой высоте и попадание его в холодную морскую воду. Эксперименты по данной проблеме проводились в концлагере Дахау.
Опыты по изучению пониженного давления проводились с февраля по май 1942 года в трёх группах подопытных (около 200 заключённых). Из них погибло около 70-80 человек. Эти смерти были не несчастными случаями, а частью эксперимента. С особой степенью ответственности за участие в этом преступлении были обвинены Карл и Рудольф Брандт, Хандлозер, Шрёдер, Гебхардт, Мруговский, Поппендик, Зиверс, Беккер-Фрейзенг, Руфф, Ромберг и Вельтц. В ходе процесса, обвинения были отозваны в случаях Карла Брандта, Хандлозера, Поппендика и Мруговского. Согласно показаниям Руффа и Ромберга, была установлена камера пониженного давления, в которой могла моделироваться ситуация падения с высоты в 21 тысячу метров, что приводило к смерти подопытных. Обвинение утверждало, что Вельтц был начальником доктора Зигмунда Рашера, который и проводил эти эксперименты. Но Вельтцу удалось показать, что он был в конфликте со своим подчинённым из-за того, что он ему не предоставлял никаких отчётов о своей деятельности. Более того, на ультимативное требование со стороны Вельтца предоставить-таки отчёт, Рашер показал ему письмо от Гиммлера, в котором было приказано оставлять деятельность Рашера секретом. После этого Вельтц добился перевода Рашера из своего института. Так же обвинение было предъявлено Ромбергу и Руффу (его начальнику), поскольку в одном из отчётов Рашера (которые он посылал напрямую Гиммлеру) стояла подпись Ромберга. Подсудимые и их защита показывали, что существовало разделение на 2 группы экспериментов — одни проводили Ромберг, Руфф и Рашер, при этом в этих экспериментах участвовали добровольцы и не было смертей, а вторые проводил Рашер самостоятельно (именно они и были смертельно опасными). При несомненности преступления суд не нашёл никаких подтверждений причастности ни Руффа, ни Ромберга, ни Вельтца к этим экспериментам. Единственным, что можно было поставить в вину обвиняемым — анализ полученных в ходе преступных экспериментов ЭКГ. В связи с недостаточностью доказательств все трое были оправданы.
Опыты по влиянию на организм переохлаждения проводились с августа по декабрь 1942 путём опускания заключённого в ледяную воду. Исследовались реакции организма на переохлаждение вплоть до наступления смерти. В ходе этих экспериментов погибло 90 заключённых. Так как организаторы экспериментов — Эрнст Хольцонер, Эрих Финке и Зигмунд Рашер погибли в 1945 году, то обвинения в особой причастности к этим преступлениям были предъявлены высшим медицинским должностным чинам нацистской Германии: Карлу и Рудольфу Брандтам, Хандлозеру, Шрёдеру, Гебхардту, Мруговскому, Поппендику, Зиверсу, Беккер-Фрейзенгу и Вельтцу.
Эксперименты с влиянием морской воды на человека также были связаны со спасением попавшего в море сбитого пилота (в особой причастности к ним обвинялись К. Брандт, Хандлозер, Росток, Шрёдер, Росток, Гебхардт, Р. Брандт, Мруговски, Поппендик, Зиверс, Беккер-Фрейзинг, Шефер и Бейгельбек, позже обвинение в случае Мруговски было отозвано). При отсутствии у него питьевой воды требовался поиск её заменителя. Среди нацистских учёных разгорелся спор по этому вопросу: Конрад Шефер предлагал обессоливание воды с помощью различных химикатов, в то время как другие считали целесообразнее добавление в солёную морскую воду большого количества витамина С (т. н. Берка-вода), что делает её пригодной для питья. Спор между двумя группами учёных привёл к тому, что оба положения решили проверить на заключённых. После совещания по этому поводу в мае 1940 года Герман Беккер-Фрейзенг поручил Оскару Шрёдеру провести эксперименты на заключённых. Для этого из концлагеря в Бухенвальде было переведено 44 подопытных в Дахау, где и проводились данные эксперименты. Они продолжались вплоть до 1944 года. Третьим обвиняемым по этому вопросу был Вильгельм Байгльбёк.
Все трое получили разные сроки тюремного заключения. Приговор основывался на отсутствии согласия заключённых участвовать в эксперименте. В то же время, в отличие от других экспериментов нацистов на людях, в ходе этого погибших не было.

### Эксперименты с малярией
Особая ответственность за эти эксперименты была возложена обвинением на К. Брандта, Хандлозера, Ростока, Гебхардта, Бломе, Р. Брандта, Мруговски, Поппендика, Зиверса. Герхарду Розе не вменялось особой ответственности за проведение этих экспериментов, из-за этого трибунал воздержался выносить какой-либо приговор по нему, хотя и смог привести доказательства, которые свидетельствуют об участии Розе в экспериментах. Например, Розе предоставлял личинок малярийных комаров из университета Коха, которые использовались потом для опытов доктора Шиллинга. Шиллинг за непосредственное осуществление опытов был повешен по приговору основного процесса Дахау (США против Мартина Готтфрида Вайсса и др.). В ходе экспериментов умерли не менее 400 человек.

### Вакцина от сыпного тифа
Особо обвинялись за соучастие по этому пункту обвинения К.Брандт, Хандлозер, Росток, Шрёдер, Генцкен, Гебхардт, Р.Брандт, Мруговский, Поппендик, Зиверс, Розе, Ховен и Беккер-Фрейзинг. Эксперименты проводились в концлагерях Бухенвальд и Нацвейлер-Штрутгоф. Предположительно, СС тестировало известные вакцины или испытывало новые. Различные вакцины, в частности от сыпного тифа, были применены на 392 заключённых, 89 составляли контрольную группу. 383 заболели, 97 умерли, причём 40 из контрольной группы. Кроме того, были проведены испытания по «определению надёжного способа заражения» сыпным тифом путём инъекций свежей крови больных сыпным тифом различными способами (внутривенно, внутримышечно, и т. д.) По обвинению в экспериментах на людях с применением особо опасных инфекций были обвинены Герхард Розе и Иоахим Мруговский.

ДНЕВНИК
ОТДЕЛЕНИЯ ИССЛЕДОВАНИЯ СЫПНОГО ТИФА И ВИРУСОВ ПРИ ИНСТИТУТЕ ГИГИЕНЫ ВОЙСК СС
29.12.41: Совещание между санитарным инспектором сухопутных сил, старшим штабным медиком генералом проф. д-ром Хандлозером, имперским руководителем здравоохранения статс-секретарем, группенфюрером СС д-ром Конти, президентом проф. Рейтером из Имперского управления здравоохранения, президентом проф. Гильдемайстером из института им. Роберта Коха (имперское учреждение по борьбе с заразными заболеваниями) и штандартенфюрером СС доц. д-ром Мруговским из Института гигиены войск СС в Берлине.
Совещание констатирует, что имеется необходимость испытать переносимость и эффективность вакцины против сыпного тифа, изготовленной из культуры, выращенной на курином эмбрионе. Так как опыты на животных не дают возможности получить достаточно полную оценку, эксперименты должны быть проведены на людях.

2.1.42: Испытания сыпнотифозных вакцин решено проводить в концлагере Бухенвальд. Гауптштурмфюреру СС д-ру Дингу поручается проведение экспериментов.— СС в действии. Документы о преступлениях СС./ Перевод с немецкого. — М.: СВЕТОТОН, 2000.— 624 с. ISBN 5-7419-0049-6
Также в концлагере Нацвейлер-Штрутгоф с 1943 по 1944 годы проводились эксперименты с возбудителями жёлтой лихорадки. Инициатором опытов был профессор Евгений Хааген.

### Сульфаниламид
Эксперименты с сульфаниламидом начались в концлагере Равенсбрюк с июля 1942 г. и продолжались до августа 1943 г. Особо причастными по этому пункту обвинения считались К.Брандт, Хандлозер, Шрёдер, Росток, Генцкен, Гебхардт, Бломе, Р.Брандт, Мруговски, Поппендик, Беккер-Фрейзинг, Оберхойзер и Фишер. В ходе процесса обвинения по Шрёдеру, Бломе и Беккер-Фрейзингу были отозваны.
Покушение и последующая смерть руководителя протектората Богемии и Моравии Рейнхарда Гейдриха вследствие раневой инфекции обратило на неё внимание руководства нацистской Германии. Карл Гербхардт, школьный друг Гиммлера, который лечил Гейдриха, относился к применению сульфаниламида скептически, так как отдавал предпочтение ампутациям поражённых конечностей. По его поручению был проведён ряд опытов над здоровыми польскими женщинами из концлагеря Равенсбрюк. Путём имплантации в их конечности различных нестерильных инородных предметов у них искусственно вызывалась газовая гангрена и другие инфекционные заболевания, которые затем лечили сульфаниламидом.

### Опыты по изучению трансплантации кости
В этих опытах были особо обвинены К.Брандт, Хандлозер, Росток, Гебхардт, Р.Брандт, Оберхойзер и Фишер. В случае Р.Брандта обвинение было отозвано.

### Опыты с горчичным газом и фосгеном
Горчичный газ и фосген являются химическим оружием. Их влияние на людей исследовалось в концлагере Натцвайлер-Штрутхоф профессорами Августом Хиртом и Отто Биккенбахом. Перед врачами была поставлена задача найти наиболее эффективные фармацевтические средства для лечения ранений от горчичного газа. Были особо обвинены К.Брандт, Хандлозер, Росток, Гебхардт, Бломе, Р.Брандт и Зиверс. Было установлено, что Зиверс имел большую переписку с Хиртом по поводу опытов с ипритом, всячески, главным образом организационно, помогал ему и посылал отчёты о его деятельности Карлу Брандту. Бикенбах же напрямую уведомлял Брандта об экспериментах, указывая там на число подопытных и число смертей. 220 русских, польских и чешских заключённых были использованы для опытов — не менее 50 из них погибли. Им на руку капали жидкость, содержащее это химическое оружие. Спустя некоторое время, в тех местах где жидкость попала на кожу возникали ожоги, подопытные страдали от сильной боли, нередок был летальный исход. Так же, ампулы с этой жидкостью могли быть введены через вдыхание пара этой жидкости. Документально было установлено, что Карл Брандт принимал активное участие в организации этих экспериментов. Исходя из показаний свидетеля Голля, ни один из испытуемых не был добровольцем.

### Собрание скелетов для университета в Страсбурге
В августе 1943 года в газовой камере концлагеря Нацвейлер-Штрутгоф (в Эльзасе) было уничтожено 86 специально отобранных антропологами Бруно Бегером и Хансом Фляйшхакером еврейских женщин и мужчин. Их тела были переданы профессору анатомии университета в Страсбурге Августу Хирту. Планировалось, что созданная экспозиция черепов станет подтверждением расистской идеологии национал-социализма. Рудольф Брандт и Зиверс признаны особо виновными по этому пункту.

### Флегмоны
По этому пункту обвинения особо виновными обвинение назвало Поппендика, Оберхойзер и Фишера.

### Программа эвтаназии
Программа «эвтаназии» включала в себя массовые убийства более чем 100 000 в чём-либо ущербных людей врачами, медицинским персоналом, а часто и членами СС. Одновременно с первыми протестами церкви умерщвления перестали быть централизованными, а с 1942 года стали носить децентрализованный характер.
Корни умерщвления восходят к идее «расовой гигиены» 1920-х годов. Целью программы умерщвления было уничтожение «недостойных жизни душ» (нем. Vernichtung lebensunwerten Lebens), а именно душевнобольных, ущербных, социально или расово нежелательных лиц.
По этой статье обвинения со стороны обвинения главными виновниками были названы К.Брандт, Ховен, Бломе и Брак.

### Медицинские эксперименты по стерилизации
Приблизительно с марта 1941 по январь 1945 в концлагерях Аушвиц, Равенсбрюк, Бухенвальд и в других лагерях проводились эксперименты по стерилизации. Целью экспериментов было выработать метод стерилизации, который бы подходил для массовой стерилизации миллионов людей с минимальными затратами времени и усилий, а также исследовать влияние стерилизации на психику жертв. Эти эксперименты проводились с использованием рентгеновских лучей, хирургии и разнообразных лекарственных препаратов. Тысячи жертв были стерилизованы, тем самым получив психические и физические увечья. Карл Брандт, Карл Гебхардт, Рудольф Брандт, Иоахим Мруговский, Гельмут Поппендик, Виктор Брак, Адольф Покорный и Герта Оберхойзер были обвинены в особой ответственности и участии в этих преступлениях. Обвинения были отозваны в случаях Мруговски и Оберхойзер.

## Итоги процесса и приговор
В таблице (4 столбец) числами обозначаются обвинения по соучастию и осуществлению следующих экспериментов:
1) Эксперименты с высотой;
2) Эксперименты по обморожению;
3) Эксперименты с малярией;
4) Эксперименты с ипритом (горчичным газом);
5) Эксперименты с сульфаниамидом;
6) Эксперименты с нервной регенерацией и трансплантацией костей;
7) Эксперименты с морской водой;
8) Эксперименты с вирусным гепатитом;
9) Эксперименты с разработкой вакцин от тифа и других болезней;
10) Эксперименты с ядом;
11) Эксперименты с зажигательными бомбами;
Далее следуют эксперименты, не описанные в основной части процесса, объявленные только лишь в подпараграфах обвинения:
12) Эксперименты с флегмонами (все подсудимые признаны невиновными);
13) Эксперименты с полигелем;
14) Эксперименты с фенолом;
15) Программа массовой стерилизации;
16) Участие в создании коллекции скелетов для Страсбургского университета;
17) Планы по массовому уничтожению польских граждан, больных туберкулёзом (все оправданы);
18) Программа эвтаназии;
| Подсудимый             | Звание                                      | Должность | Признан виновным в соучастии или проведении экспериментов | Признан виновным по статьям обвинения | Приговор |
| ---------------------- | ------------------------------------------- | --- | --------------------------------------------------------- | ------------------------------------- | --- |
| Виктор Брак            | Оберфюрер СС                                | Руководитель личной канцелярии Гитлера, руководитель программы Т-4; | 15,18                                                     | II, III, IV                           | Смертная казнь — повешен 2 Июня 1948                                                                                   |
| Карл Брандт            | Группенфюрер СС                             | Член исследовательского совета Рейха, личный врач Гитлера, рейхскоммисар здравоохранения.                                                                                         | 2,4,5,8,18                                                | II, III, IV                           | Смертная казнь — повешен 2 июня 1948                                                                                   |
| Рудольф Брандт         | Штандартенфюрер СС                          | Личный референт Гиммлера, начальник канцелярии министерства внутренних дел Рейха                                                                                                  | 1,2,4,9,15,16                                             | II, III, IV                           | Смертная казнь — повешен 2 июня 1948                                                                                   |
| Карл Гебхардт          | Группенфюрер СС                             | Личный врач Гиммлера, президент немецкого Красного креста | 5,6,7,15                                                  | II, III, IV                           | Смертная казнь — повешен 2 июня 1948                                                                                   |
| Вальдемар Ховен        | Гауптштурмфюрер СС                          | Главный врач концлагеря Бухенвальд | 9,14,18                                                   | II, III, IV                           | Смертная казнь — повешен 2 июня 1948                                                                                   |
| Иоахим Мруговский      | Оберфюрер СС                                | Глава института гигиены СС | 5,9,10,14                                                 | II, III, IV                           | Смертная казнь — повешен 2 июня 1948                                                                                   |
| Вольфрам Зиверс        | Штандартенфюрер СС                          | Генеральный секретарь Аненербе, руководитель управления Аненербе в личном штабе рейхсфюрера СС                                                                                    | 1,2,3,4,7,9,13,16                                         | II, III, IV                           | Смертная казнь — повешен 2 июня 1948                                                                                   |
| Фриц Эрнст Фишер       | Штурмбаннфюрер СС                           | Ассистент Гебхардта в лазарете СС в Хоенлихене | 5,6                                                       | II, III, IV                           | Пожизненное заключение, 31 января 1951 года сокращено до 10 лет заключения, 1 апреля 1954 был освобождён               |
| Карл Генцкен           | Группенфюрер СС                             | Руководитель санитарной службы войск Ваффен-СС | 9                                                         | II, III, IV                           | Пожизненное заключение, 31 января 1951 года сокращено до 20 лет заключения, 17 апреля 1954 освобождён                  |
| Зигфрид Хандлозер      | Генерал-оберштабарцт                        | Главный санитарный инспектор и руководитель санитарной службы Вермахта | 2,5,9                                                     | II, III                               | Пожизненное заключение, 31 января 1951 сокращено до 20 лет заключения, в декабре 1953 освобождён по состоянию здоровья |
| Герхард Розе           | Генерал-арцт Люфтваффе                      | Вице-президент департамента тропической медицины и профессор института Карла Коха, сотрудник санитарного отёла люфтваффе(под конец войны получает звание генерал-арцта люфтваффе) | 9                                                         | II, III                               | Пожизненное заключение, 31 января 1951 сокращено до 15 лет заключения, 3 июня 1955 освобождён                          |
| Оскар Шрёдер           | Генерал-оберштабс-арцт медицинской службы   | Главный санитарный инспектор и руководитель санитарной службы люфтваффе | 2,7,9                                                     | II, III                               | Пожизненное заключение, 31 января 1951 сокращено до 15 лет заключения, 1 апреля 1954 освобождён                        |
| Герман Беккер-Фрейзен  | Штабс-арцт люфтваффе                        | Начальник департамента авиационной медицины в медицинской службе люфтваффе | 7                                                         | II, III                               | 20 лет заключения, 31 января 1951 сокращено до 10 лет заключения, 20 ноября 1952 освобождён                            |
| Герта Оберхойзер       | Не состояла в СС                            | Врач концентрационного лагеря Равенсбрюк, ассистент Гебхардта в лазарете СС в Хоенлихене                                                                                          | 5, 6                                                      | II, III                               | 20 лет заключения, 31 января 1951 сокращено до 10 лет заключения, 4 апреля 1952 освобождена                            |
| Вильгельм Байгльбёк    | Штабс-арцт люфтваффе                        | Врач штаба люфтваффе и ассистент Ганса Эппингера в I медицинской университетской клинике                                                                                          | 7                                                         | II, III                               | 15 лет заключения, 31 января 1951 сокращено до 10 лет заключения, 15 декабря 1951 освобождён                           |
| Гельмут Поппендик      | Оберфюрер СС                                | начальник личного штаба имперского врача СС и полиции Рейха | Оправдан по всем пунктам                                  | IV                                    | 10 лет заключения — 31 января 1951 освобождён                                                                          |
| Курт Бломе             | Генерал-арцт медицинской службы             | заместитель министра здравоохранения нацистской Германии Леонардо Конти, член научного совещательного штаба Гебхардта                                                             | Оправдан по всем пунктам                                  |                                       | Оправдан |
| Адольф Покорный        | Обер-арцт медицинской службы                | Врач, специалист по кожным и венерическим заболеваниям | Оправдан по всем пунктам                                  |                                       | Оправдан |
| Пауль Росток           | Генерал-арцт запаса медицинской службы      | Главный хирург хирургической клиники в Берлине, начальник управления медицинской науки и исследований при Карле Брандте                                                           | Оправдан по всем пунктам                                  |                                       | Оправдан |
| Конрад Шефер           | Унтер-арцт люфтваффе                        | врач в штате института авиационной медицины в Берлине | Оправдан по всем пунктам                                  |                                       | Оправдан |
| Зигфрид Руфф           | Не состоял в СС                             | Директор департамента авиационной медицины немецкого экспериментального института авиации                                                                                         | Оправдан по всем пунктам                                  |                                       | Оправдан |
| Георг Вельтц           | Обер-фельдарцт медицинской службы люфтваффе | Глава Мюнхенского института авиационной медицины, начальник Зигмунда Рашера до 1942 года                                                                                          | Оправдан по всем пунктам                                  |                                       | Оправдан |
| Ганс-Вольфганг Ромберг | Не состоял в СС                             | Заведующий отделением немецкого авиационного научно-исследовательского института в Берлине-Адлерсхофе (подчинённый Зигфрида Руффа)                                                | Оправдан по всем пунктам                                  |                                       | Оправдан |